# Fulton (Kentucky)
Fulton – miasto w Stanach Zjednoczonych, w stanie Kentucky, w hrabstwie Fulton.